# 菲蓋拉 (巴拉那州)
23°50′56″S 50°24′10″W / 23.84889°S 50.40278°W
菲蓋拉（葡萄牙語：Figueira）是巴西的城鎮，位於該國南部，由巴拉那州負責管轄，始建於1982年4月20日，面積129.8平方公里，海拔高度620米，2010年人口8,293，人口密度每平方公里63.89人。